# Hans-Dietrich Siebert
Hans-Dietrich Siebert (* 17. März 1898 in Karlsruhe; † 14. Oktober 1953 in Karlsruhe) war ein deutscher Archivar.

## Leben und Wirken
Hans-Dietrich Siebert, Sohn der Zentrums-Politikerin und Reichstagsabgeordneten Clara Siebert, besuchte bis 1916 das Goethegymnasium in Karlsruhe. Nach dem Kriegsdienst während des Ersten Weltkriegs studierte er Rechtswissenschaft, Geschichte, Kunstgeschichte, Germanistik und Lateinische Philologie an den Universitäten Heidelberg und Freiburg/Br. An der Universität Freiburg/Br. promovierte er 1924. Im gleichen Jahr trat er am Generallandesarchiv Karlsruhe in den Archivdienst ein und war dort als Archivar tätig. Von 1939 bis 1945 war er an das Badische Armeemuseum abgeordnet.
Wissenschaftlich beschäftigte sich Siebert vor allem mit der Reichsabtei Salem und dem Bistum Konstanz.

## Schriften
- Studien zur wirtschaftlichen Entwicklung der Cistercienserabtei Salem von der Gründung bis zur Resignation Abt Eberhards von Rohrdorf 1134–1240. Ein Beitrag zur Cistercienserwirtschaftsgeschichte des 12. und 13. Jahrhunderts. Dissertation Universität Freiburg/Br. 1924.

- Geschichte zwischen Bodensee und Donau. In: Ekkhart. Jahrbuch für das Badner Land, Bd. 21 (1934), S. 87–93.

- Gründung und Anfänge der Reichsabtei Salem. In: Freiburger Diözesan-Archiv, Bd. 62 (1934), S. 23–56.
- Altäre und Pfründen der Domkirche zu Konstanz um 1500. In: Freiburger Diözesan-Archiv, Bd. 63 (1935), S. 210–215.
- Die Territorien der Ortenau. In: Badische Heimat, Bd. 22 (1935), S. 79–94.

- (Mitarb.): Regesta episcoporum Constantiensium. Regesten zur Geschichte der Bischöfe von Constanz von Bubulcus bis Thomas Berlower 517–1496. Bd. 4. Wagner, Innsbruck 1941.